# Prizrenska Bistrica
Prizrenska Bistrica (albánsky Lumi i Bardhë, v srbské cyrilici Призренска Бистрица, turecky Akdere) je řeka v jižním Kosovu, přítok Bílého Drinu. Protéká městem Prizren. Dlouhá je 18 km a její povodí má rozlohu 158 km².
Řeka pramení v nadmořské výšce 1510 m východně od města Prizren v blízkosti horského průsmyku Prevalac. Odtud vede hlubokým horským údolím na západ. Její údolí rozděluje horský masiv Ošljak od pohoří Šar planina, které se nachází dále na jih. Z vesnice Gornje Selo dále směrem k Prizrenu
Pramení východně od města Prizren v těsné blízkosti Bonnette projít Prevalle / Prevalac a zpočátku protéká hlubokým údolím na západ. Váš propast odděluje hřeben Ošljak v severní části Šar Planina na jihu. Za obcí Rečane a těsně před Prizrenem se údolí řeky zužuje až do podoby úzké rokle s hloubkou cca 500 m. Zde se nacházel i srbský pravoslavný klášter, který byl v březnu 2004 zničen. Poté řeka ze soutěsky směřuje do širokého Prizrenského pole. Za Prizrenem opět protéká hlubokým údolím. Do Bílého Drinu se vlévá u vesnice Muradem v nadmořské výšce 295 m n. m.